# لپیدوکروسیت
لپیدوکروسیت  (به انگلیسی: Lepidocrocite) با فرمول شیمیایی FeOOH از مجموعه کانی هاست و از واژه‌های یونانی lepis بمعنای فلس و krokus بمفهوم فیبر و رشته گرفته شده‌است. محلول در HCl Fe2O۳:۸۹٫۸۶٪ H2O:۱۰٫۱۴٪ برای اولین بار در آلمان غربی کشف شد و از نظر شکل بلور: قرصی شکل، رنگ: قرمز، شفافیت: نیمه کدر- کدر(اپاک)، جلا: الماسی - نیمه فلزی، سیستم تبلور: ارترومبیک و در رده‌بندی اکسید است همچنین خاصیت مغناطیسی ندارد و منشأ تشکیل آن ثانوی است.
همایند کانی‌شناسی (پارانژ) آن اشعه X - نوع کریستالهاگوتیت- گوتیت- لیمونیت- هماتیت است
، از نظر ژیزمان بلوری - آگرگات رشته‌ای - شاخه‌ای کمیاب است و بیشتر در آلمان غربی و شرقی، چک اسلواکی، آمریکا، مکزیک، ایتالیا یافت می‌شود.